# Sphingius paltaensis
Espèce
Sphingius paltaensis est une espèce d'araignées aranéomorphes de la famille des Liocranidae.

## Distribution
Cette espèce est endémique du Bengale-Occidental en Inde,.

## Description
La femelle holotype mesure 7,90 mm.

## Étymologie
Son nom d'espèce, composé de palta et du suffixe latin -ensis, « qui vit dans, qui habite », lui a été donné en référence au lieu de sa découverte, Palta dans le district de North 24 Parganas.

## Publication originale
- Biswas & Biswas, 1992 : Araneae: Spiders. State Fauna Series 3: Fauna of West Bengal, vol. 3, p. 357-500.